# Welcome to My World (album av Jonathan Fagerlund)
Welcome to My World släpptes i maj 2009, och är Jonathan Fagerlunds andra studioalbum.

## Tracklist
1. "Ready 4 It"
2. "Definite Maybe"
3. "Welcome to My Life"
4. "Tunnel Vision"
5. "Save Our Yesterdays"
6. "Think I'm Gonna Like It Here"
7. "Don't Worry"
8. "Magnifying Glass"
9. "Somebody Better"
10. "U Do"
11. "She Came Back For Me"
12. "Stay"
13. "Welcome to My Life (Mac D Remix)"

## Listplaceringar
| Lista (2009) | Topplacering |
| ------------ | ------------ |
| Sverige      | 53           |

### Fotnoter
1. ↑  ”Welcome to My World”. Jonathan Fagerlunds webbplats. 15 mars 2008. http://www.jonathanfagerlund.com/?sid=release&id=730&categoryID=0&bfs=1. Läst 17 oktober 2014.
2. ↑  ”Welcome to My World”. Swedischcharts. 15 mars 2009. http://www.swedishcharts.com/showitem.asp?interpret=Jonathan+Fagerlund&titel=Welcome+To+My+World&cat=a. Läst 16 oktober 2014.